# Kloster Sankt Oswald

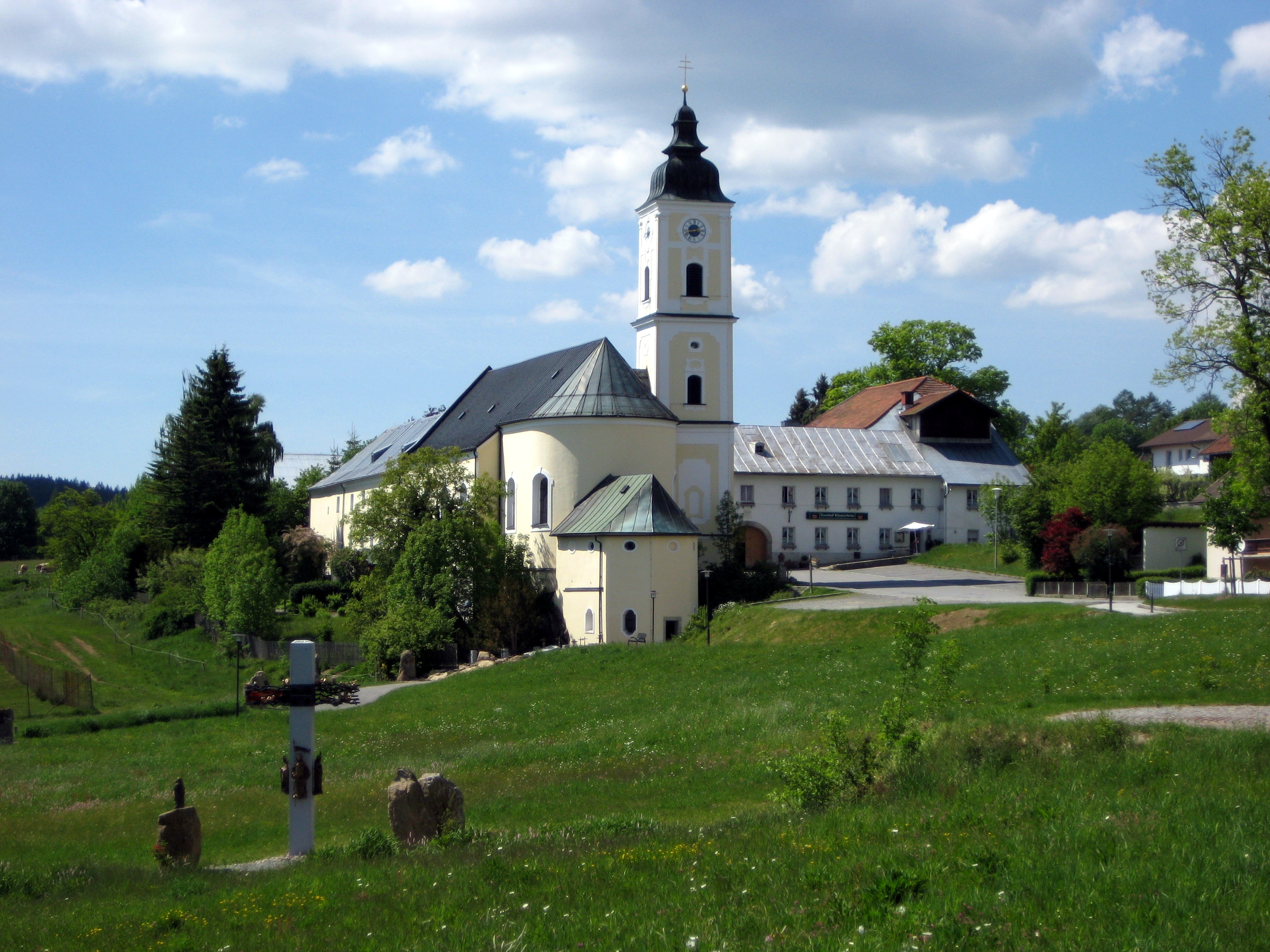
Kloster Sankt Oswald

Das Kloster St. Oswald  ist ein ehemaliges Kloster der Benediktiner in Sankt Oswald, einem Ortsteil der Gemeinde Sankt Oswald-Riedlhütte im Bistum Passau in Bayern.

## Geschichte

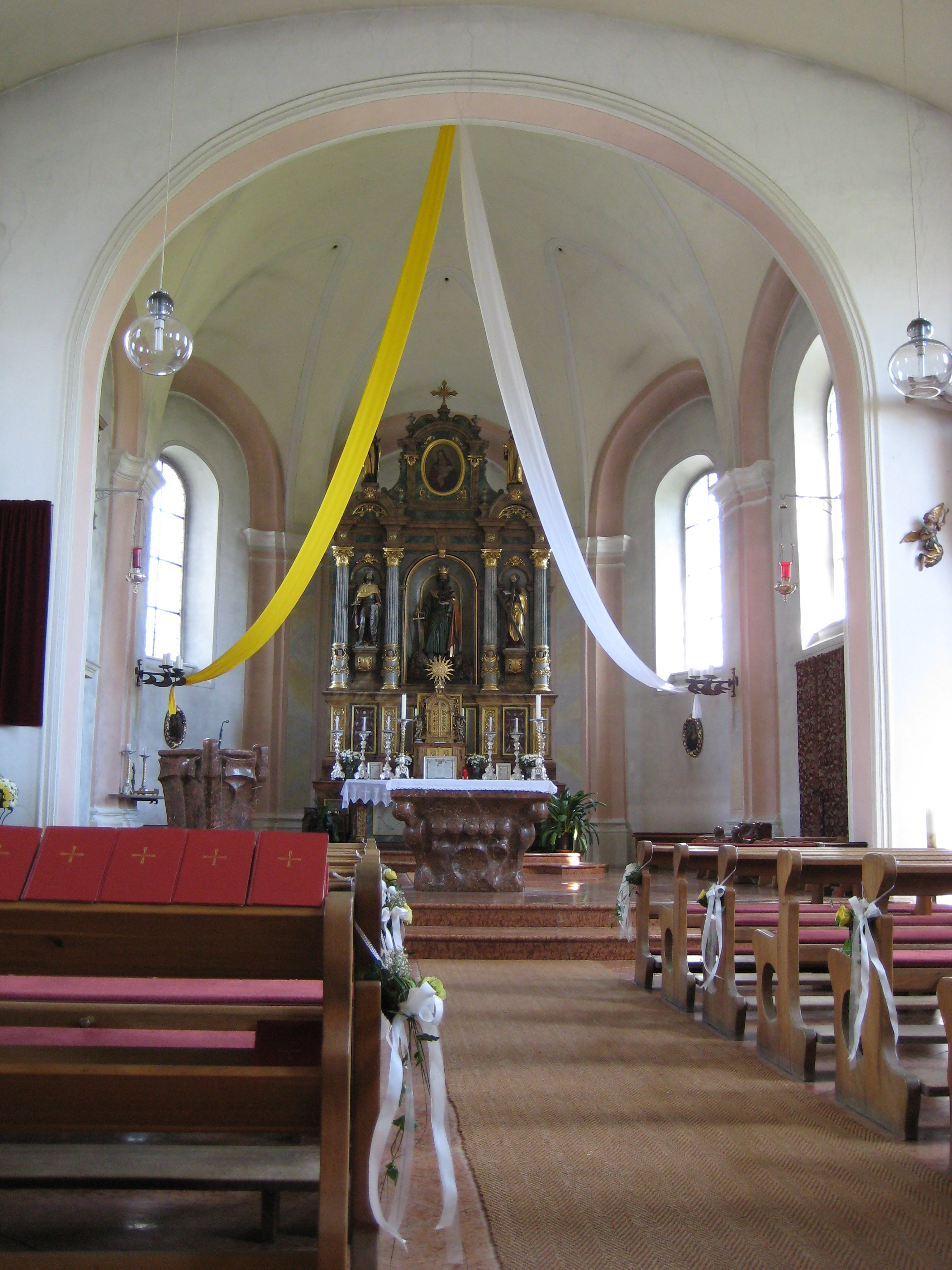
Altarraum

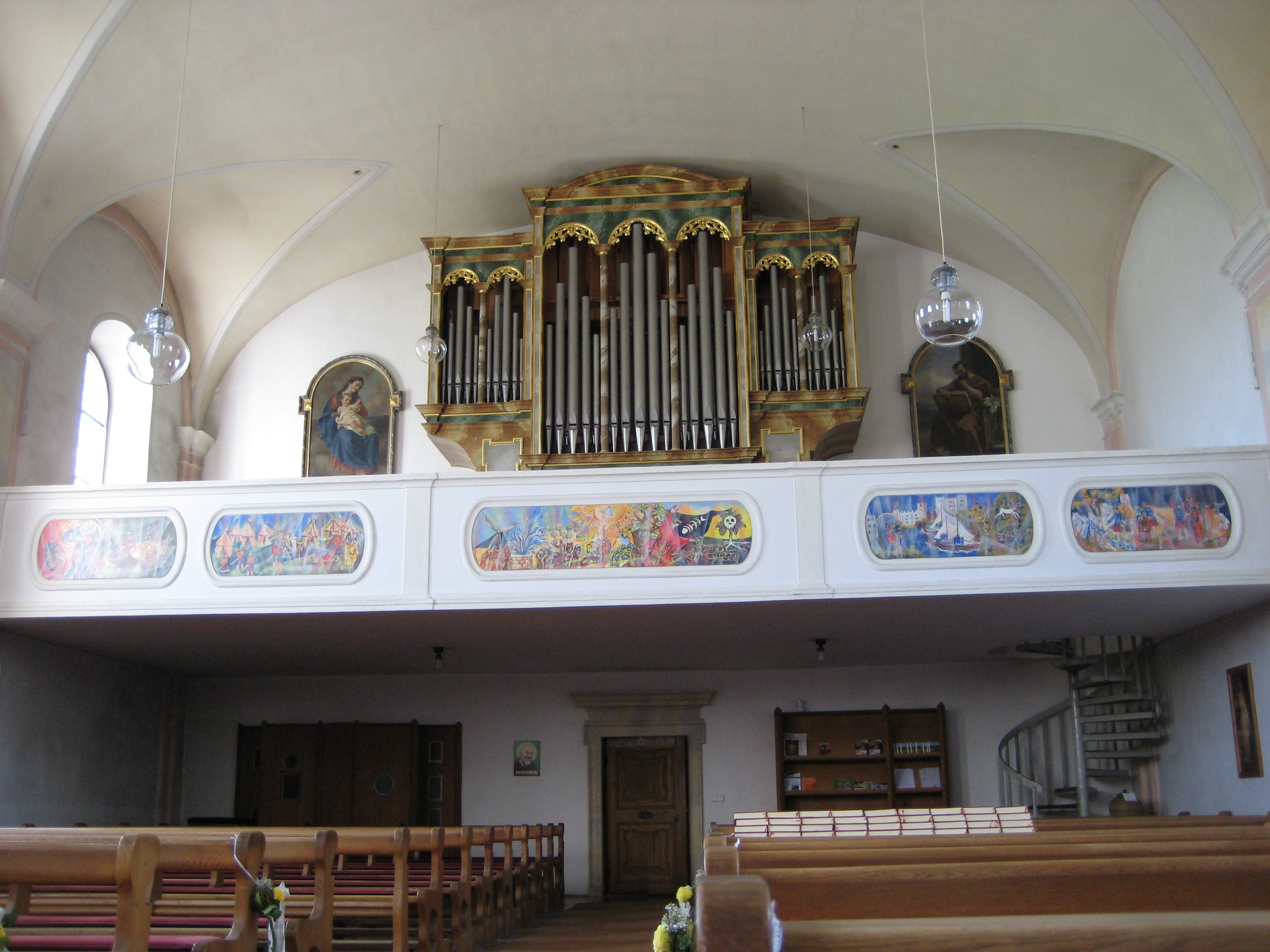
Orgel

Das dem Heiligen Oswald geweihte Kloster wurde 1396 durch Landgraf Johann von Leuchtenberg an einer Heilquelle gegründet. 1396 bis 1427 war es einziges Pauliner-Kloster in Bayern. Ihm wurde die Pfarrei von Grafenau, das 20 Jahre zuvor zur Stadt erhoben worden war, als wirtschaftliche Grundlage vermacht. Streitigkeiten und Husarenüberfälle führten zum Rückzug der Pauliner. 1431 übertrug Papst Eugen IV. den Augustiner-Chorherren das Kloster. Die Chorherren besiedelten es vom Kloster St. Nikola in Passau und Suben aus.
Nach dem Tod des letzten Propstes Wolfgang Heigl 1563 stand das Kloster leer. Auf Bitte Herzog Albrechts V. von Bayern entsandte der Abt des Benediktiner-Klosters Niederaltaich, Paulus Gmainer, 1567 Mönche in das Kloster. 1803 wurde es im Zuge der Säkularisation aufgelöst.
Das Kloster diente seit 1817 als Pfarrkirche und Pfarrheim. 1876 brannte die Anlage ab. Bis 1882 wurde die heutige Kirche wieder errichtet. Auf dem Grund des ehemaligen Klosters existiert noch das Gasthaus Klosterbräu.
Noch heute findet in St. Oswald der historische Garnsamstag mit einem feierlichen Wallfahrergottesdienst und einem Markt vor der Kirche statt.